# Joseph Ernest Portalis
Pour les autres membres de la famille, voir Famille Portalis.
Joseph Ernest Portalis (17 octobre 1816 à Paris - 21 janvier 1891 dans le 8e arrondissement de Paris) est un homme politique français du XIXe siècle.

## Biographie
Joseph Ernest Portalis entra dans l'administration et fut nommé (1842) auditeur au conseil d'État.
Le 10 octobre 1840, il se présenta, en remplacement de son frère Frédéric Portalis, décédé, comme candidat conservateur dans le deuxième collège du Var (Toulon), et fut élu contre Alphonse Denis , ancien député. Son élection ayant été invalidée, M. Ernest Portalis dut se soumettre à un nouveau scrutin et obtint sa réélection, le 27 février 1847, contre Alphonse Denis . Portalis vota, jusqu'à la Révolution française de 1848, avec la majorité gournementale.
Louis-Napoléon Bonaparte le nomma maître des requêtes au nouveau conseil d'État (1852), puis conseiller-maître à la Cour des comptes (1867).
M. Portalis fut admis à la retraite avec le titre de conseiller maître honoraire en 1888. Il était officier de la Légion d'honneur depuis 1869.

## Vie familiale
Troisième fils de Joseph Marie Portalis (1778 † 1858) et de Frédérique (24 octobre 1784 - Kiel (duché de Holstein) † 1er septembre 1838 - Paris), comtesse de Holck, Joseph Ernest épousa, le 16 juin 1846, Sidonie Damemme 5 janvier 1826 - Lons-le-Saunier † 1er septembre 1898 - Paris VIIIe) , sœur aînée de sa belle-sœur (épouse de Jules Joseph Portalis), dame d'honneur de S.A.I. la princesse Mathilde Bonaparte. Ensemble, ils eurent :
- Ernest (27 mai 1847 † 21 juin 1887) ;
- Stéphanie Gabrielle Marie Marguerite (1852 † 16 juin 1857) ;
- François (25 janvier 1859 † après 1922).

### Sources
- Joseph Ernest Portalis sur roglo.eu ;